# La mujer en el espejo (telenovela de 2004)
La mujer en el espejo es una telenovela estadounidense grabada en Colombia, producida por RTI Televisión para Telemundo en 2004. Es una readaptación de la telenovela colombiana homónima La mujer en el espejo, producida por RTI Producciones en 1997.
Protagonizada por Paola Rey (en el papel protagónico y antagónico) y Juan Alfonso Baptista, con las participaciones antagónicas de Gabriela Vergara, siendo reemplazada por Xilena Aycardi, Rossana Fernández Maldonado, Paulo Quevedo y Sebastián Boscán. Cuenta además con las actuaciones de Natasha Klauss, Kristina Lilley y Javier Gómez.

## Historia
Juliana Soler es una joven anticuada, inocente, sencilla, tierna y sumamente inteligente, su madre, Regina Soler, fue una súper modelo de renombre que está obsesionada con la belleza física y siempre ha hecho creer a su hija que es fea, por lo que Juliana nunca dio importancia a su aspecto físico. A pesar de sus burlas y constantes malos tratos, Juliana adora a su madre por encima de todo.
Mercedes, tía de Juliana, siempre la ha querido y apoyado tal como es, consolándola siempre ante los insultos y críticas de su madre. Juliana ha aprendido a preparar con ella todo tipo de mejunjes y pócimas con hierbas. Mercedes guarda un gran secreto: un espejo mágico preparado por ella misma especialmente para el futuro de Juliana. Tras el fallecimiento de su tía, Juliana decide (sin saber que el espejo tenía magia oculta) guardar y cuidar el espejo de su tía teniéndolo siempre tapado, pues su tía siempre le decía que nadie debería verse en él.
Gracias al espejo mágico, Juliana se transforma en una hermosa joven, adquiriendo así el alterno de Maritza Ferrer, una ingeniera química capaz de conseguir todo lo que se propone con una sonrisa. Sin embargo, ese sueño sólo durará de día, pues al caer la noche Juliana volverá a ser la misma de siempre.
Siendo Maritza, Juliana conoce a Marcos Mutti, hijo adoptivo de Gabriel Mutti, dueño de la mayor marca de cosméticos del país. El joven se convierte en el gran amor de Maritza y confidente de Juliana sin saber que se trata de la misma mujer. 
Juliana, como Maritza, queda embarazada de Marcos y deciden casarse, pero Bárbara (la esposa de Gabriel) junto con Alberto y Romero (sus cómplices) idean un plan para culpar a Maritza de todos los fraudes que ellos han cometido en la empresa y así mandarla a la cárcel. El día del matrimonio de Maritza y Marcos, aparecen unos policías buscando a Maritza con una orden de arresto. El maestro de danza, Paco Tapia, (padrino de Juliana y conocedor del secreto del espejo), le aconseja huir; pero los policías comienzan una persecución.
En el camino se encuentran con una ladrona que, tras haber robado una estación de gasolina, los toma de rehenes para escapar, sin darse cuenta de que ya los perseguía la policía. Le dispara al Maestro Tapia y lo abandona en el carretera quedándose sólo con Maritza. La persecución para atrapar a Maritza sigue y en ésta pierden el control del carro en el cual iban y caen por una colina bastante empinada, donde muere la delincuente.
Maritza logra salvarse al caer fuera mientras éste rodaba. Una yerbatera la encuentra e intenta robarle unas botas que llevaba al creer que estaba muerta, pero descubre que sigue con vida y decide sanarla para que la familia de Maritza la recompense por salvarla (sin saber que en realidad era una fugitiva de la ley).
Maritza (Juliana) a causa del accidente sufre un aborto. Al caer la noche se convierte en Juliana y la yerbatera se asusta y la abandona, creyendo que era el demonio.
Juan Tobías Fonseca encuentra a Juliana y la lleva a una clínica de un pueblo cercano donde se entera de que estaba embarazada y que ha perdido al hijo que esperaba. (También se entera de su secreto al ver cómo Juliana se convierte en Maritza al amanecer).
Por otro lado, Juliana desconoce que ella es la única hija biológica de Gabriel Mutti, debido a que años atrás, Gabriel y Regina tuvieron una hermosa aventura de la cual Juliana fue el fruto. Sin embargo Regina, al principio por orgullo y luego además, avergonzada del aspecto de su hija, nunca se lo dijo a Gabriel, pues no quiere que el gran amor de su vida descubra que tienen una hija tan fea.
A lo largo de la hermosa historia de amor entre Marcos y Maritza, se irán interponiendo grandes pruebas, miedos, inseguridades, rivales, la avaricia y el silencio. Bárbara desesperada se da cuenta de que Juan Tobías le había contado a Maritza lo que pasó entre ellos y por miedo y venganza manda a Pedro Barajas a matar a Maritza. Tras fallar Pedro éste es perseguido por el barrio y después de la paliza que le dan, su teléfono celular cae al piso. Mientras tanto Bárbara desesperada por saber si Pedro había matado a Maritza lo llama al celular. Marcos lo oye, ya que se le había caído a Pedro y lo toma y Bárbara le contesta así que Marcos descubre que ésta había mandado a matar a Maritza.
Bárbara tiene una discusión con Marcos, Antonia y Gabriel; decide irse de la casa. Al día siguiente Bárbara va a la academia a matar a Maritza y cuando llega al laboratorio de la tía Mercedes se esconde en el armario. Tras llorar, Maritza que estaba con Luzmila, se trasforma en Juliana, Bárbara había descubierto el secreto.
Tras lo sucedido Bárbara enloquece y se mete en la casa de Regina y con amenazas le pide que le explique lo que vio. Como Regina no sabía el secreto Bárbara la maltrata y la golpea. Paco va a la casa de Regina con don Néstor (el papá de Juan Tobías) abren la puerta y descubren a Bárbara que finalmente logra escapar y tras llegar a la casa de Alberto se encuentra con Gabriel; que acababa de llegar de hablar con el teniente Andrade, el cual ya estaba enterado del pasado de Bárbara y debido a esto tienen una fuerte discusión.
Al día siguiente Maritza debe ir a la lectura del testamento de Juan Tobías, al llegar a la oficina del licenciado Casillas (que había sido asesinado por Bárbara) aparece Bárbara con un bote de gasolina y tras haber amarrado a Maritza incendia la oficina. El asesino de los guantes negros (Cristina) cierra la puerta con llave y Bárbara al no poder salir se pone nerviosa se resbala y se quema totalmente.
Tras un tiempo en el hospital, Bárbara escapa con la ayuda de Romero al antiguo sótano de las Empresas Mutti, donde se ve en un espejo: su cara estaba totalmente desfigurada y su pelo se había quemado. Se había convertido físicamente en lo que era por dentro: un monstruo.
Al ver su rostro totalmente desfigurado, Bárbara rompe el espejo y toma un cristal para cortarse las venas de las muñecas y suicidarse, pues prefiere morir que vivir así, pero recuerda lo del espejo mágico y decide robarlo para transformarse en Maritza Ferrer, así para recuperar las empresas Mutti y lograr conseguir la herencia de Juan Tobías. Juliana decide, tras haber pasado muchas cosas, contarle el secreto del espejo a Marcos.
Ahora, Marcos deberá decidir qué hacer puesto que, por un lado se encuentran el engaño y la mentira, algo que él no puede soportar ni perdonar, pero por el otro se encuentra la única mujer que le ha hecho amar de verdad y descubrir que la verdadera belleza del amor se encuentra sólo en el interior. Luego, Marcos y compañía se dan cuenta quien era verdaderamente Maritza, de quién él se enamoró verdaderamente de Juliana.
Seis meses después de huir, Bárbara decide volver tras haberse sometido a 4 cirugías en el extranjero para dejar de ser Maritza Ferrer. Antes de volver llama a Romero y lo manda a matar a Juliana, pero este falla y le da el disparo a Marcos.
Tras el disparo, Marcos queda estéril y no puede tener hijos, por lo que decide romper con Juliana para que ella pueda tener lo que más desea.
Juan Tobías regresa y decide hablar con Juliana, este cree que fue él quien hizo cambiar de opinión a Marcos.
Bárbara se mete al hospital con la identidad de Vanessa, engaña a Luzmila y a Juliana, se la llevan al barrio sin saber quien es realmente. Bárbara roba unos papeles de Marbella y decide huir, pero en ese momento aparece en el apartamento de Juliana el asesino de los guantes negros (Cristina), que había ido a matar a Juliana, Bárbara descubre que era Cristina y tras una pelea la deja en el suelo muriéndose. Tras ello, todos descubren que Vanessa era Bárbara quien logra huir junto con Alberto. Ellos llegan al departamento de Xiomara para que pueda los apoye, pero ella decide escapar de ambos. Bárbara finge su muerte pero durante la fiesta de la boda de Juliana y Marcos es asesinada por Romero, (que posteriormente se suicida). 
Tres años más tarde son padres de un niño y de una niña y viven felices.

## Elenco
- Paola Rey - Juliana Soler / Maritza Ferrer
- Juan Alfonso Baptista - Marcos Mutti
- Gabriela Vergara - Bárbara Montesinos de Mutti #1
- Xilena Aycardi - Bárbara Montesinos de Mutti #2 / Vanessa
- Natasha Klauss - Luzmila Arrebato
- Kristina Lilley - Regina Soler
- Javier Gómez - Gabriel Mutti
- Paulo Quevedo - Alberto Gutiérrez
- Rossana Fernández Maldonado - Xiomara Fuentes
- Andrés Felipe Martínez - Francisco «Paco» Tapia
- Gloria Gómez - Mercedes Soler
- Raúl Gutiérrez - Cayetano Romero
- Sebastián Boscán - Pedro Baraja
- Pedro Moreno - Nino Arrebato
- Alfredo Ahnert - Charlie
- Natalia Bedoya - Ginger
- Victoria Gongora - Cristina
- Sandra Beltrán - Antonia Mutti
- Leoneila González - Chela
- Víctor Rodríguez - Juanco
- Marcelo Buquet - Juan Tobías Fonseca
- Julio del Mar - Néstor Fonseca, papá de Juan Tobías
- Didier Van Der Hove - Det. Javier Rosales
- Sergio Alejandro Vega - Pedrito
- José Julián Gaviria - Nachito
- María Adelaida Puerta - Altamira
- Fernando Corredor - Sacerdote
- Olga Salgado - Altagracia
- Patricia Castañeda - Giselle González
- Constanza Gutiérrez - Refugio
- Pedro Roda - Armando
- Andrea Villareal - Blanca de Castañeda
- Inés Prieto -  Negra «Negrita»
- Víctor Kruper - Adrián Barraza «El Pato»
- Juan Sebastián Quintero - Nelson
- Glenmi Rodríguez - Teniente Nicolás Andrade
- Diana Paola Herrera - Profesora de Juliana
- Margarita Amado -  Dra. Rodríguez
- Carlos Serrato -  Julio Castañeda
- Álvaro García Trujillo -  Navarro

## Salida de Gabriela Vergara
Después de la escena del incendio, la actriz Gabriela Vergara, quién interpretaba al personaje de Bárbara Montesinos, se retiró de la telenovela. Tras ello, ingresa la actriz Xilena Aycardi para dar vida a dicho personaje con el cuerpo y el rostro desfigurado.
Cabe resaltar que el personaje, gracias al espejo mágico, se transforma en Maritza Ferrer, para ese momento, Paola Rey tuvo que interpretar al personaje. En los capítulos finales de la trama, se argumenta que Bárbara Montesinos se realiza varias cirugías en el rostro para dejar de aparentar como Maritza Ferrer, es allí donde la actriz Xilena Aycardi comienza a aparecer con su verdadero rostro haciéndose llamar Vanessa.
En el episodio final de la telenovela, cuando el personaje de Bárbara Montesinos se encontraba agonizando, la actriz Gabriela Vergara reaparece y se puede observar cómo el alma del personaje quedó atrapado en el espejo tras haberlo roto.